# ISO 3166-2:CR
ISO 3166-2:CR est l'entrée pour le Costa Rica dans l'ISO 3166-2, qui fait partie du standard ISO 3166, publié par l'Organisation internationale de normalisation (ISO), et qui définit des codes pour les noms des principales administration territoriales (e.g. provinces ou États fédérés) pour tous les pays ayant un code ISO 3166-1.

## Provinces (7)
Les noms des subdivisions sont listés selon l'usage de la norme ISO 3166-2, publiée par l'agence de maintenance de l'ISO 3166 (ISO 3166/MA).
```
CR-A
 
Alajuela

CR-C
 
Cartago

CR-G
 
Guanacaste

CR-H
 
Heredia

CR-L
 
Limón

CR-P
 
Puntarenas

CR-SJ
 
San José
```